# Caudron Type G
Le Caudron Type G était un biplan français monomoteur construit par Caudron, avant la Première Guerre mondiale. Les développements du Caudron G, le Caudron G.2, le Caudron R.4 et le Caudron R.11 ont été largement utilisés en France, en Russie et en Grande-Bretagne.
Son moteur tractif Gnome Monosoupape Type B, 9-cylindres en étoile rotatif refroidi par air entrainait une hélice bipale à pas fixe, lui permettait d'atteindre 500 m en 6 minutes.